# Leucothyreus clemens
Leucothyreus clemens är en skalbaggsart som beskrevs av Ohaus 1918. Leucothyreus clemens ingår i släktet Leucothyreus och familjen Rutelidae. Inga underarter finns listade i Catalogue of Life.